# ロータリースウェージング

## 概要
ロータリースウェージング (Rotary Swaging・単にスウェージングとも言う）は、チューブや棒状ワークを任意の径に縮径する冷間鍛造工法の一つ。シャフト外側に配した 2ツ割り、3ツ割り、4ツ割り、6ツ割りなど対照的に配した分割金型を毎分1000ストローク以上で繰り返し同時に開閉し圧を加えながら叩いて形状を作ることにより、鍛流線を切らずに活かしたまま、鍛造による表面硬度の向上することが可能な塑性加工技術。
シャフトを鍛造により外側から叩いて伸ばすことにより切削加工を削減が可能であり、中空化・軽量化を実現しながらも鍛造効果で鍛流線を切らずに高強度・高硬度化を実現可能することが可能である。

## 歴史と用途
ロータリースウェージングは欧州では1900年頃ドイツ・フェルス社により加工量産機が実用化され、日本でも吉田記念により1920年代には同技術を活用した加工機が作成されている。
発明当初は、分割金型がローラーにより機械的にカムのようにリンクしてストローク量が決まっていたが、近年ではNC制御によりフィード率を変えたり、また必要に応じて内径にマンドレルを挿入する事で内径肉厚や形状を制御が可能で、精密な中空シャフトを冷間でニアネットシェイプ成形できる事から、素材自体の強度と安定性が向上させながら、シャフトの軽量化と高機能化が実現可能となるプロセスとして着目されている。
最近では、電動車（EV）向けモーターのローターシャフトの中空薄肉軽量化技術として着目されている。